# Mickey Rourke
Mickey Rourke (Schenectady, Nova York, 16 de setembre de 1952) és un actor, antic boxejador i guionista estatunidenc. És una figura del cinema americà des dels anys 1980. Des de 2005, té un èxit renaixent, que es confirma el 2009 amb l'obtenció d'un Globus d'Or i una nominació als Oscars per El lluitador.
Va néixer a una vil·la propera a Nova York, però va créixer a Miami. A la seva joventut va fer de boxejador. També li agradava molt el beisbol i va ser en homenatge a un jugador d'aquest esport, en Mickey Mantle, que es va canviar al nom artístic Mickey (Rourke). Va estudiar interpretació a l'Actors Studio. L'any 1979 va participar per primer cop en una pel·lícula, 1941, de Steven Spielberg. El 1986 va protagonitzar Nou setmanes i mitja, que el va convertir en una estrella i símbol sexual mundial. Durant els anys 90 la seva carrera cinematogràfica va decaure, també va intentar sense èxit reprendre la boxa. El 2005 però rep crítiques molt favorables pel seu paper a Sin City i el 2008, amb El lluitador, una pel·lícula en la que en certa manera s'interpreta una mica a ell mateix, és rellançat a l'estrellat i guardonat amb nombrosos premis i honors.

## Biografia
La seva carrera cinematogràfica va començar en els anys 1980, entre d'altres,amb: 1941, Manhattan Sud, Nou setmanes i mitja (que va llançar igualment la carrera de Kim Basinger) i El cor de l'àngel. Mickey Rourke era considerat, als seus inicis, com una formidable esperança. Coppola el comparava a Marlon Brando, sobretot gràcies al seu físic de boxejador, esport que practica des de molt jove, i la seva cara de brètol. Va rodar amb els més grans: Coppola, Alan Parker, Michael Cimino i Barbet Schroeder.

### Mickey Rourke de jove
Mickey, de nom verdader Philip Andre Rourke Jr, neix a Schenectady a l'Estat de Nova York en una família irlandesa cristiana. La seva data exacta de naixement, per alguns, és polèmica. Alguns la situen l'any 1954, d'altres el 1956. Els seus pares són Ann i Philip Andre Rourke Sr.
La seva família es trasllada a Miami al gueto de Liberty City, a Florida. Entra a la Miami Beach Senior High School.
Durant la seva adolescència, Mickey és més atret per l'esport que per la comèdia. Fa cursos d'autodefensa al Boys Club of Miami. Allà agafa el gust per la boxa i decideix començar una carrera d'aficionat. Als dotze anys, Mickey guanya el seu primer combat. Durant els seus anys de joventut, va amb el nom d'André Rourke.
Va continuar el seu aprenentatge de la boxa en una famosa sala d'esport local, just on va començar Mohamed Ali, al 5è carrer a Miami Beach. S'apunta al programa de la Lliga atlètica de boxa de la policia. El 1969, Mickey, més pesant, és entrenat per l'antic campió del món dels pesos mitjans Luis Rodriguez. Es va entrenar també amb Nino Benvenuti. Rourke va declarar haver sofert una commoció cerebral durant els seus entrenaments.
El 1971, durant un combat als Florida Golden Gloves, va tenir una altra commoció. Els metges li van aconsellar prendre un any sabàtic i reposar. Mickey es va retirar temporalment dels rings. Durant la seva carrera aficionada de 1968 a 1971, va acumular un palmarès de 20 victòries contra 6 derrotes, amb 17 KO. Va ser desqualificat 4 vegades i va perdre 2 vegades per decisions dels àrbitres. Va encadenar una sèrie de 12 victòries continuades.

### 1980: Dels començaments difícils al reconeixement internacional... i després el declivi
Mickey Rourke se'n torna a Nova York, la seva ciutat de naixement, als dinou anys. Treballa en diversos oficis (guardià d'aparcament, venedor ambulant, vigilant de discoteca...) tot seguint cursos d'art dramàtic al Institute Lee Strasberg. Després d'alguns petits papers a la televisió, fa els seus primers passos en el cinema apareixent en el paròdic 1941 (1979) de Steven Spielberg i la torbadora Body Heat (1981) de Lawrence Kasdan, o també La porta del cel que té la particularitat de ser un més grans fracassos comercials de la història del cinema i la seva primera col·laboració amb Michael Cimino. El 31 de gener de 1981, es casa amb Debra Feuer. El 1983 Rusty James de Francis F. Coppola el dona a conèixer al costat de Matt Dillon. El 1984, té un dels primers papers a The Pope of Greenwich Village. Encara que sigui considerat sobre el paper com una pel·lícula de culte, sobretot per Johnny Depp i tot el personal americà de HBO, va ser un fracàs comercial en la seva estrena.
El 1985, a Manhattan Sud, que és la segona col·laboració amb Cimino, interpreta un capità de policia una mica racista que vol erradicar els tríades xinesos de Nova York, amb un John Lone de cap mafiós. Però és Nou setmanes i mitja (1986), que el va consagrar amb el gran públic. A partir d'aquesta pel·lícula pseudoeròtica, se li penja una imatge de sex-symbol. No la podia suportar. Va intentar fins i tot trencar-la interpretant un paper d'assidu d'un bar, poeta i escriptor de geni maleït per la vida en Barfly de Barbet Schroeder. Aquesta pel·lícula, d'altra banda lloada per la crítica pel treball de Mickey, tendeix a autobiografiar Charles Bukowski, que en va ser el principal guionista. El 1987, A El cor de l'àngel, Mickey Rourke interpreta amb maestria un paper de detectiu del 1955, a la recerca de Johnny Favorite, manipulat per un inquietant i enigmàtic Louis Cyphre, que té alguna cosa diabòlica... El paper és interpretat per un Robert De Niro magistral de perversitat. En aquesta pel·lícula, Mickey és considerat pels crítics que ha aconseguit el cim del seu art.
A Dos homes durs Mickey té per company Don Johnson, heroi de Miami Vici. Aquesta pel·lícula acaba d'assentar la seva notorietat però desacredita el seu treball d'actor. Reconeix més tard haver fet aquesta pel·lícula just per diners (2.250.000 $). La seva carrera es va enfonsar al començament dels anys 1990 després de fracassos comercials ressonants en pel·lícules dolentes i una vida una mica dissoluta. Primer de Tot, es va divorciar de Debra Feuer el 1989. Després es casa de nou amb l'actriu-maniquí Carré Otis, el 26 de juny de 1992, que va conèixer a L'orquídia salvatge el 1990. L'idil·li va anar malament. Aquesta última el va denunciar per violència conjugal. Es van divorciar el desembre 1998. De les seves relacions de l'època, es podia comptar el rappeur Tupac Shakur amb qui va rodar Bullet, el mafiós John Gotti, al procés del qual va assistir, i el famós estafador francès Christophe Rocancourt. El seu comportament borderline va fer que fos rebutjat pel mitjà cinematogràfic i els directors. Com Alan Parker que diu d'ell, en aquella època, que Mickey és un malson al lloc de rodatge, ja que no se sap mai el que farà, és absolutament incontrolable, com el dia que va desembarcar amb els seus amics Hell's angels en un plató de rodatge. A més a més, les seves tries artístiques dubtoses com L'orquídia salvatge o Johnny Handsome acabaren per desacreditar-lo completament. Fins al punt que va ser nominat candidat al Premi Razzie al pitjor actor de l'any 1990 per a L'Orquídia salvatge i la seva escena de sexe simulada, i per a Desperate Hours.
A més, va refusar nombrosos papers d'èxit com el d'Eliot Ness a The Untouchables, de Nick Nolte a 48 hores, el paper de Tom Cruise a Rain Man, el paper de Christophe Lambert a Highlander i el paper de Jack Crawford a El silenci dels anyells.

### 1991: dels platós de cinema al ring de boxa.
Cansat ell mateix com a actor, Mickey Rourke prova llavors una carrera de boxejador professional el 1991, a l'edat de 39 anys, amb el sobrenom el marielito. El seu entrenador és el Hell's angels Chuck Zito. La seva estratègia és de disputar setze combats abans de concórrer al títol mundial. El seu primer combat li suposa 250 $. Al final del seu segon any de boxa, ha guanyat més d'un milió de dòlars. Malgrat el seu palmarès (vuit combats, amb sis victòries i dos nuls), Mickey Rourke és un mal boxejador. És massa fràgil i no és prou bo com per considerar combats de major envergadura amb adversaris més perillosos. Para la seva carrera el 1995. Li han de fer nombroses operacions quirúrgiques a la cara, ja que està quasi desfigurat: llengua esquinçada, nas trencat, pòmuls aixafats... La seva cara resta marcada. Al final de la seva carrera de boxejador, s'enfonsa, arruïnat i divorciat. Intenta llavors una teràpia, que durarà vuit anys, per curar-se de les seves pulsions autodestructives. Reconeix haver intentat una carrera de boxejador, ja que s'havia acabat detestant com a actor. Era una temptativa d'autodestrucció i de desafiament a si mateix.

### 1995: Tornada al plató de cinema
Double Team, primera incursió de Tsui Hark sobre els platós americans, va tenir un cert èxit. A més, va destacar pels papers secundaris de qualitat com el de L'idealista de Coppola o Buffalo 66 el 1998. Pel·lícula intimista que descriu una història d'amor a través d'un Vincent Gallo près pels seus dimonis interiors i incapaç de comunicar les seves emocions, en un univers de l'Amèrica profunda. Aquesta pel·lícula, realitzada i interpretada per Vincent Gallo, va ser recompensada amb nombrosos premis i és considerat per la revista americana Imperi com la 36a millor pel·lícula independent mai realitzada. Alterna així amb segons papers de marca però també un fotral de nyaps de pressupost mediocre.

### Els anys 2000: Torna a estar en gràcia
En els anys 2000, interpreta un travestí que viu dels seus encants en una presó hiper opriment americana a la pel·lícula Animal Factory. A Get Carter, és el traficant de drogues Cyrus Paice, que té al davant un Sylvester Stallone com a usurer mafiós. Aquesta pel·lícula, que es basa en la presència i l'oposició d'aquests dos pesos pesants, falla una mica el seu objectiu. Tanmateix el 2001, de resultes d'un enèsim capritx, Mickey Rourke és acomiadat del rodatge d'una petita pel·lícula de sèrie Z Luck of the Draw. Sense feina, arruïnat, ha de vendre la seva col·lecció de motos i el seu casalot de Los Angeles per pagar els seus creditors i és internat momentàniament quan els seus amics es preocupen per les seves tendències suïcides. Més de 30 milions de dòlars han volat, no sap com.
Però la pel·lícula de Robert Rodriguez, El mexicà fa que el seu personatge secundari sigui el més vist. La seva carrera coneix un renaixement.
Nova desgràcia el 2004, perd el seu germanastre Joey Rourke d'un càncer.
Des de 2005, gràcies a pel·lícules com Sin City i Dòmino, li són confiats primers papers. Torna a ser un actor a èxit per a la indústria cinematogràfica. Aquesta tornada a l'estat de gràcia és deguda a alguns directors, com Quentin Tarantino i Robert Rodriguez, que els entristeix de no veure'l interpretar més que petits papers secundaris i de ser considerat com una persona d'edat. Decideixen donar-li de nou la seva oportunitat. De fet, Mickey no fa més que un tipus de paper, el de l'antiheroi una mica al marge del sistema. Aquests papers són com la seva marca de fàbrica que li permeten interpretar grans produccions i aconseguir l'èxit. A més el seu treball d'actor a Sin City és guardonat amb múltiples premis, entre els quals un Premi Saturn al millor actor.

Amb El lluitador de Darren Aronofsky, Rourke torna a ser la vedette de la 65a Mostra De Venècia, el 6 de setembre de 2008. El president del jurat, Wim Wenders, declara que té 
| « | una actuació que trenca el cor | » |

. Rourke no ha rebut el preu Volpi al millor actor, just perquè el Lleó d'Or ha estat donat a la pel·lícula i que no es poden atribuir els dos a la vegada. Obté l'11 de gener de 2009 el globus d'Or al millor actor dramàtic per a El lluitador així com una nominació en l'oscar al millor actor.
D'altra banda, va intentar al treball de guionista sota el pseudònim Sir Eddie Cook o Mickey Rourke, sobretot per a F.T.W., Homeboy i Bullet, però també altres tres guions que, per ara, mai no han estat adaptats al cinema: Killer Moon, Penance i Pa. Va doblar la veu de Jericho en la versió original del joc Driver 3.
Per l'estima de la professió retrobada, Mickey s'introdueix a dues grans pel·lícules el 2010: The Expendables de Sylvester Stallone i sobretot apareix com bad guy a Iron Man 2.
Té set tatuatges sobre el cos entre els quals un cap de tigre sobre la seva espatlla esquerra, un crani de toro sobre el seu bíceps dret, un trèvol sobre el braç dret i tatuatges en els dits de les dues mans.
Recentment, Mickey ha sortit amb una top-model russa de vint-i-quatre anys, Eugenia Volodina, i després amb Lena Kuletskaya.

### Posicionament polític
Als Estats Units, el seu personatge d'actor rebel, marginat tant a la pantalla com a la ciutat, és molt apreciat i propens a la polèmica. D'altra banda, diu que dona suport a l'IRA i declara haver ingressat totes les seves indemnitzacions de la pel·lícula Francesco a l'organització irlandesa, o sigui 1.500.000 dòlars. Més tard, renegarà d'aquesta tria malgrat el fet que hagi tatuat sobre el cos un símbol de l'IRA.
És un seguidor republicà i va donar suport a George W. Bush.

## Filmografia
| Films                          | Films                                                  | Films                                              | Films                           | Films |
| ------------------------------ | ------------------------------------------------------ | -------------------------------------------------- | ------------------------------- | ----- |
| Any                            | Pel·lícula                                             | Paper                                              | Director(s)                     |       |
| 1979                           | 1941                                                   | Soldat ras Reese                                   | Steven Spielberg                |       |
| 1980                           | La porta del cel (Heaven's Gate)                       | Nick Ray                                           | Michael Cimino                  |       |
| 1980                           | Fade to Black                                          | Richie                                             | Vernon Zimmerman                |       |
| 1981                           | Foc en el cos (Body Heat)                              | Teddy Lewis                                        | Lawrence Kasdan                 |       |
| 1982                           | Diner                                                  | Leonard "Boogie" Weinglass                         | Barry Levinson                  |       |
| 1983                           | Rumble Fish                                            | el noi de la moto                                  | Francis Ford Coppola            |       |
| 1984                           | Set de poder (The Pope of Greenwich Village)           | Charlie Moran                                      | Stuart Rosenberg                |       |
| 1984                           | Eureka                                                 | Aurelio D'Amato                                    | Nicolas Roeg                    |       |
| 1985                           | Manhattan Sud (Year of the Dragon)                     | Captain Stanley White                              | Michael Cimino                  |       |
| 1986                           | Nou setmanes i mitja (9½ Weeks)                        | John Gray                                          | Adrian Lyne                     |       |
| 1987                           | El cor de l'àngel (Angel Heart)                        | Harold R. "Harry" Angel                            | Alan Parker                     |       |
| 1987                           | Barfly                                                 | Henry Chinaski                                     | Barbet Schroeder                |       |
| 1987                           | Rèquiem pels que han de morir (A Prayer for the Dying) | Martin Fallon                                      | Mike Hodges                     |       |
| 1988                           | Homeboy                                                | Johnny Walker                                      | Michael Seresin                 |       |
| 1989                           | Francesco                                              | Francesc d'Assís                                   | Lilianna Cavani                 |       |
| 1989                           | Johnny Handsome                                        | John Sedley a.k.a. Johnny Handsome/Johnny Mitchell | Walter Hill                     |       |
| 1990                           | Orquídia salvatge (Wild Orchid)                        | James Wheeler                                      | Zalman King                     |       |
| 1990                           | Desperate Hours                                        | Michael Bosworth                                   | Michael Cimino                  |       |
| 1991                           | Dos homes durs (Harley Davidson and the Marlboro Man)  | Harley Davidson                                    | Simon Wincer                    |       |
| 1992                           | White Sands                                            | Gorman Lennox                                      | Roger Donaldson                 |       |
| 1994                           | La llegenda d'un rebel (F.T.W.)                        | Frank T. Wells                                     | Michael Karbelnikoff            |       |
| 1995                           | Fall Time                                              | Florence                                           | Paul W. Warner                  |       |
| 1996                           | Bullet                                                 | Butch 'Bullet' Stein                               | Julien Temple                   |       |
| 1997                           | Double Team                                            | Stavros                                            | Tsui Hark                       |       |
| 1997                           | The Rainmaker                                          | J. Lyman "Bruiser" Stone                           | Francis Ford Coppola            |       |
| 1998                           | Buffalo ’66                                            | The Bookie                                         | Vincent Gallo                   |       |
| 1998                           | Dijous salvatge (Thursday)                             | Kasarov                                            | Skip Woods                      |       |
| 1999                           | Cousin Joey                                            | Un dels germans                                    | Sante D'Orazio                  |       |
| 1999                           | Shades                                                 | Paul S. Sullivan                                   | Erik Van Looy                   |       |
| 2000                           | Animal Factory                                         | Jan the Actress                                    | Steve Buscemi                   |       |
| 2000                           | Get Carter: Assassí implacable (Get Carter)            | Cyrus Paice                                        | Stephen Kay                     |       |
| 2001                           | El jurament (The Pledge)                               | Jim Olstad                                         | Sean Penn                       |       |
| 2001                           | The Hire: The Follow                                   | Husband (curt)                                     | Kar Wai Wong                    |       |
| 2001                           | Picture Claire                                         | Eddie                                              | Bruce McDonald                  |       |
| 2002                           | Spun                                                   | The Cook                                           | Jonas Åkerlund                  |       |
| 2003                           | Masked and Anonymous                                   | Edmund                                             | Larry Charles                   |       |
| 2003                           | El mexicà (Once Upon a Time in Mexico)                 | Billy Chambers                                     | Robert Rodriguez                |       |
| 2004                           | Man on Fire                                            | Jordan Kalfus                                      | Tony Scott                      |       |
| 2005                           | Sin City                                               | Marv                                               | Robert Rodriguez & Frank Miller |       |
| 2005                           | Domino                                                 | Ed Mosbey                                          | Tony Scott                      |       |
| 2006                           | Alex Rider: Operació Stormbreaker (Stormbreaker)       | Darrius Sayle                                      | Geoffrey Sax                    |       |
| 2008                           | El lluitador (The Wrestler)                            | Randy "Ram" Robinson                               | Darren Aronofsky                |       |
| 2009                           | Killshot                                               | Armand "The Blackbird" Degas                       | John Madden                     |       |
| 2009                           | The Informers                                          | Peter                                              | Gregor Jordan                   |       |
| 2010                           | 13                                                     | Jefferson                                          | Géla Babluani                   |       |
| 2010                           | Iron Man 2                                             | Ivan Vanko/Whiplash                                | Jon Favreau                     |       |
| 2010                           | Passion Play                                           | Trumpet player                                     | Mitch Glazer                    |       |
| 2010                           | The Expendables                                        | Tool                                               | Sylvester Stallone              |       |
| 2011                           | Immortals                                              | Rei Hyperion                                       | Tarsem Singh                    |       |
| 2012                           | The Courier                                            | Maxwell                                            | Hany Abu-Assad                  |       |
| 2012                           | Black November                                         | Tom Hudson                                         | Jeta Amata                      |       |
| 2013                           | Java Heat                                              | Malik                                              | Conor Allyn                     |       |
| 2014                           | Frank Miller's Sin City: A Dame to Kill For            | Marv                                               | Robert Rodriguez & Frank Miller |       |
| Televisió                      |                                                        |                                                    |                                 |       |
| Any                            | Títol                                                  | Paper                                              | Director                        |       |
| 1980                           | City in Fear                                           | Tony Pate                                          | Alan Smithee Jud Taylor         |       |
| 1980                           | Act of Love                                            | Joseph Cybulkowski                                 | Jud Taylor                      |       |
| 1980                           | Rape and Marriage: The Rideout Case                    | John Rideout                                       | Peter Levin                     |       |
| 1981                           | Hardcase                                               | Perk Dawson                                        | Lee H. Katzin                   |       |
| 1994                           | The Last Outlaw                                        | Graff                                              | Geoff Murphy                    |       |
| 1998                           | Thicker Than Blood                                     | Pare Frank Larkin                                  | Richard Pearce                  |       |
| pel·lícules gravades per vídeo |                                                        |                                                    |                                 |       |
| Any                            | Títol                                                  | Paper                                              | Director                        |       |
| 1996                           | Sortida prohibida (Exit in Red)                        | Ed Altman                                          | Yurek Bogayevicz                |       |
| 1997                           | Love in Paris: Another 9 1/2 Weeks                     | John Gray                                          | Anne Goursaud                   |       |
| 1998                           | Point Blank                                            | Rudy Ray                                           | Matt Earl Beesley               |       |
| 1999                           | Out in Fifty                                           | Jack Bracken                                       | Scott Leet Christopher Bojesse  |       |
| 1999                           | Shergar                                                | Gavin O'Rourke                                     | Denis C. Lewiston               |       |
| 2001                           | They Crawl                                             | Tiny Frakes                                        | John Allardice                  |       |
| Altres papers                  |                                                        |                                                    |                                 |       |
| Any                            | Títol                                                  | Credit                                             | Altres feines                   |       |
| 1988                           | Homeboy                                                | guió                                               |                                 |       |
| 1994                           | F.T.W.                                                 | guió                                               |                                 |       |
| 1995                           | Bullet                                                 | guió                                               | supervisor musical              |       |

## Premis i nominacions[calcitació]

### Premis
- 2008: Independent Spirit Award al millor actor per El lluitador
- 2009: Globus d'Or al millor actor dramàtic per El lluitador
- 2009: BAFTA al millor actor per El lluitador

### Nominacions
- 1991: Premi Razzie al pitjor actor de l'any per Desperate Hours i per L'orquídia salvatge
- 2005: Satellite Award al millor actor dramàtic secundari per Sin City
- 2008: Satellite Award al millor actor dramàtic protagonista per El lluitador
- 2009: Oscar al millor actor per El lluitador
- 2009: Premi del sindicat d'actors estatunidencs al millor actor protagonista per El lluitador